# Yvan Colonna
Yvan Colonna (in lingua corsa Ivanu Colonna; Ajaccio, 7 aprile 1960 – Marsiglia, 21 marzo 2022) è stato un militante indipendentista corso, condannato all'ergastolo per l'omicidio del prefetto Claude Érignac.
Fu coinvolto nell'attentato alla gendarmeria a Pietrosella del 1997 per procurarsi le armi. Fuggito il 23 maggio 1999, rimane in fuga e ricercato per quattro anni, fino all'arresto nel 2003 a Olmeto. In più processi successivi dal 2006 al 2011, è stato dichiarato colpevole e condannato all'ergastolo per l'assassinio di Claude Érignac.
Il 2 marzo 2022, nel carcere di Arles, Colonna venne aggredito dal detenuto camerunense Franck Elong Abé, un fondamentalista islamico, il quale lo strangolò in palestra, dove l'aggressore era incaricato della manutenzione, causandone lo stato di coma dopo otto minuti senza ossigeno. Ricoverato in ospedale, morì il 21 marzo. L'aggressore stava scontando una pena detentiva di nove anni per "associazione a delinquere finalizzata alla preparazione di un atto di terrorismo": era stato arrestato in Afghanistan, dove si era recato per la jihad, e detenuto inizialmente nella base statunitense di Bagram. Era stato poi consegnato alla Francia, dove era stato protagonista di una carriera penitenziaria disseminata di episodi violenti (tentativo di fuga e incendio doloso). Più fonti hanno sottolineato che non avrebbe dovuto essere lasciato da solo con Yvan. L'avvenimento scatenò disordini in Corsica.

## Biografia

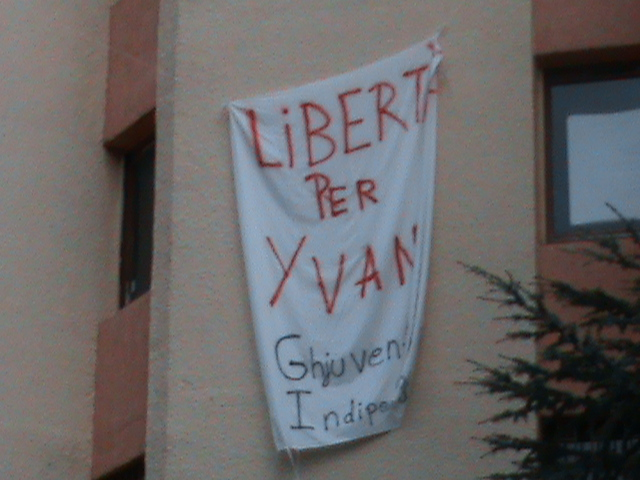
Striscione a favore della sua liberazione presso l'università di Corte

Colonna nasce ad Ajaccio, in Corsica, il 7 aprile 1960 da padre còrso originario di Cargese (nel dipartimento della Corsica del Sud), Jean-Hugues Colonna, un ex-deputato socialista nel dipartimento di Alpes-Maritimes, e da madre bretone originaria di Laz (nel dipartimento di Finistère), Cécile Riou. Nel 1975, all'età di 15 anni, si trasferisce con la famiglia a Nizza, dove il padre, all'epoca professore di educazione fisica, era stato dislocato. Dopo aver conseguito il diploma di maturità, Yvan Colonna comincia a studiare per svolgere la professione paterna, ma abbandona gli studi e rientra in Corsica nel 1981.
Si stabilisce a Cargese, dove provvede al proprio sostentamento come pastore di capre. Milita in movimenti nazionalisti vicini al FLNC. È sospettato di aver partecipato in quel periodo a numerosi attentati; il suo coinvolgimento non è stato dimostrato.
Nel 1990, all'epoca dell'inquadramento dei militanti del FLNC in Canal Historique, Canal Habituel e Resistenza, sembra fare un passo indietro rispetto al movimento nazionalista.
Nel 1990 Yvan Colonna e la sua compagna Pierrette Serreri diventano genitori di un bambino di nome Jean-Baptiste.
Si sposa nel centro penitenziario di Fresnes il 3 marzo 2011 con una corsa di 38 anni di nome Stéphanie, madre di due figli da un precedente matrimonio. La cerimonia viene celebrata da Henri Israël, vice sindaco di Fresnes, alla presenza del vescovo Jacques Gaillot. Da questa unione nasce nel dicembre 2011, ad Ajaccio, un figlio di nome Giuseppe. Il 6 febbraio 2018, Stéphanie Colonna chiede al presidente Emmanuel Macron, in visita ad Ajaccio, la possibilità per il figlio di vedere il padre e il trasferimento di quest'ultimo, recluso ad Arles in qualità di detenuto sotto sorveglianza speciale, in Corsica.
Yvan Colonna deve rispondere di associazione a delinquere con fini terroristici per l'attacco alla gendarmeria di Pietrosella nel 1997, nel corso della quale fu rubata l'arma utilizzata in seguito per uccidere il prefetto Claude Érignac.
Dopo l'arresto in un ovile di Olmeto nel mese di luglio, viene trasferito il giorno successivo nel carcere de La Santé, a Parigi.
Vi furono numerose proteste in Corsica a seguito dell'arresto.
Il ministro dell'Interno Nicolas Sarkozy ha dichiarato la sera dell'arresto che "La polizia francese ha appena arrestato Yvan Colonna, l'assassino del prefetto Érignac", cosa che gli è valsa un'azione legale di Yvan Colonna e rimproveri per aver leso la presunzione d'innocenza. Yvan Colonna ha avviato il procedimento ma il tribunale di Parigi ha potuto solo rinviare il suo giudizio fino alla fine delle funzioni presidenziali di Nicolas Sarkozy a causa della sua immunità. Una settimana dopo il suo arresto, i suoi complici sono stati condannati all'ergastolo.
Il 13 dicembre 2007 è stato condannato a Parigi all'ergastolo per l'omicidio di Claude Érignac. Il 20 giugno 2011 la sentenza è stata confermata in appello.

### L'aggressione in carcere
Il 2 marzo 2022 subisce all'interno della prigione di Arles una violenta aggressione di stampo jihadista a opera di un altro detenuto, Franck Elong Abé, di origine camerunense, per via di una presunta mancanza di rispetto verso il profeta Maometto, venendo ricoverato in gravissime condizioni, prima all'ospedale cittadino e poi all'ospedale di Marsiglia. Inizialmente polizia e ministero annunciano falsamente il decesso, notizia in seguito smentita dai medici dell'ospedale presso cui Yvan è ricoverato.
In seguito a tale notizia, i vari gruppi nazionalisti corsi, che considerano Colonna un prigioniero politico, hanno organizzato una serie di iniziative a sostegno di Colonna al grido di "Statu Francese Assassinu", ritenendo lo stato responsabile dell'evento (in particolare perché Colonna sarebbe stato soccorso solo dopo 8 minuti, pur essendo in teoria sottoposto a sorveglianza continua), fra cui una manifestazione a Corte il 6 marzo e una a Bastia il 13 a cui hanno partecipato diverse migliaia di persone, il blocco di un traghetto nel porto di Ajaccio, e numerose altre manifestazioni minori, alcune delle quali anche in Italia, sempre a sostegno di Colonna e dell'indipendentismo corso dalla Francia, accompagnate, in Corsica, anche da violenti scontri, con numerosi lanci di bottiglie Molotov.
L'8 marzo, il suo status di prigioniero sottoposto a sorveglianza speciale è stato revocato dal primo ministro Jean Castex a causa della sua “situazione medica”. Il 10 marzo Gilles Simeoni, presidente del Consiglio Direttivo della Corsica ed ex avvocato di Colonna, chiede l'apertura di un nuovo ciclo politico nell'isola per porre fine alle violenze che si svolgono a margine delle manifestazioni.
France 3 Corse ha diffuso online le immagini prese dalle telecamere di sorveglianza della prigione di Arles, scioccando i familiari di Yvan.
Il ministro dell'interno Gérald Darmanin si è recato in Corsica per una politica di distensione, mentre il presidente della Repubblica Emmanuel Macron, in corsa per le elezioni presidenziali, ha promesso l'autonomia.
In Sardegna al consolato francese di Sassari ci sono state manifestazioni di solidarietà da parte di esponenti dell’indipendentismo sardo: iRS, ProgReS, Torra, Liberu e Sardigna Natzione Indipendentzia.
Tre settimane dopo l'aggressione, Yvan Colonna si è spento all'età di 61 anni.
Un'ulteriore manifestazione di grande portata, accompagnata da violenti scontri, si è verificata il 3 aprile ad Ajaccio.

### Funerali
Il corpo di Yvan Colonna è arrivato in Corsica la notte del 23 marzo, salutato in silenzio da 1.500 persone intorno all'aeroporto di Ajaccio durante il passaggio dell'auto. I funerali si sono tenuti il 25 marzo a Cargese, al suono di Diu vi salvi Regina (storico inno del nazionalismo corso), davanti a una moltitudine di persone e di bandiere, non solo della Corsica, ma anche di altri territori con movimenti indipendentisti, quali la Sardegna, la Catalogna, il Paese Basco e la Bretagna.

## Nella cultura popolare
Alla fine del 2007, il giornalista politico e giudiziario Dominique Paganelli e il fumettista Tignous hanno seguito il primo processo a Yvan Colonna, per il quotidiano Charlie Hebdo. Assieme disegnano, l'anno successivo, il fumetto Le Procès Colonna. Il libro ha vinto il premio France Info per il fumetto di attualità e reportage nel 2009.

### Film
- Yvan Colonna, l'impasse, di Ariane Chemin, Samuel Lajus, Gilles Perez, in onda su France 3 il 5 febbraio 2015
- Yvan Colonna, la chasse (serie Porta gli accusati), di Benoît Bertrand Cadi, in onda su France 2 il 8 novembre 2015
- The Anonymous di Pienghjite Micca di Pierre Schoeller